# Georg Adam Drexel
Georg Adam Drexel (død 1748) var en dansk hofmarmorerer, sten- og billedhugger.
Georg Adam Drexel sluttede september 1739 kontrakt om buffeten til Christiansborg og året efter om arbejderne i Christiansborg Slotskirke. 9. december 1740 fik han bestalling som hofmarmorerer. 
Han var gift med Antoinette Louise Lambert (ca. 1714 - begravet 27. september 1776 i København), datter af dansemester Jean-Baptiste Lambert og Sophie Louise Brinckmann. Hun blev gift 2. gang med hofstukkatør Giovanni-Battista Fossati og 3. gang med hofstukkatør Christophoro Lorenzo Fossati.

## Værker
- Buffet (1739, Christiansborg Slot, sammen med Louis-Augustin le Clerc og Dietrich Schäffer, forsvundet)
- Marmorplader foran 3 gemakker (1740, Frederiksberg Slot)
- Postamenter, vægsokler og søjler til Christiansborg Slotskirke, nederste galleri (1740, forsvundet)
- Flisegulv til samme, efter Nicolai Eigtveds tegning (1740)
- 2 kaminer med fodplader samt sålbænke (1742, Bregentved)
- Fliser i pavillon, Sophie Amalienborgs have (1745, sammen med Jacob Fortling)
- 4 vandreservoirs, Christiansborg (1745)
- Fliser, Christiansborg, kongens galleri i søndre løngang (1746, sammen med Fortling, forsvundet)
- Fliser, Frederiksberg Have, store lysthus (1747, sammen med Fortling)